# Mezquita Imam Husayn
La mezquita (del) Imam Husayn también llamada santuario de Husayn ibn ‘Alī (en árabe: مقام الامام الحسين‎) es una importante mezquita de Irak, una de las mezquitas más antiguas del mundo y lugar de peregrinación para los musulmanes chiíes.
La mezquita se encuentra en la ciudad de Kerbala y en ella se encuentra la tumba de Husayn ibn Ali, el segundo nieto de Mahoma, cerca del lugar donde fue asesinado durante la batalla de Kerbala en el año 680. Es considerado como uno de los grandes lugares de peregrinación del chiismo, tras La Meca y Medina.
En la mezquita destaca sobre todo su cúpula y sus dos grandes minaretes dorados, en el interior, justo debajo de la cúpula es donde se encuentra la tumba de Husayn ibn Ali. Cada año millones de personas llegadas de todo Irak y de otros países visitan la mezquita y observan el día de la Ashura, que celebra el aniversario de la muerte de Husayn ibn Ali.

## Historia
La primera mezquita fue construida en 684 por Mujtar Abu Ubaid ibn al-Thaqafi. El sitio se convirtió en un lugar de peregrinación popular, a pesar de las prohibiciones y las tentativas de intimidación de los califas omeyas y abásidas. Los marwánidas en particular, se emplearon en tratar de «extirpar la herejía» chiita, utilizando muchas veces la fuerza. La tumba y sus anexos fueron destruidos por el califa abásida Al-Mutawákkil en 850-851, y las peregrinaciones chiitas fueron prohibidas, pero las tumbas de Karbala y Nayaf fueron construidas por el emir búyida, 'Adud al-Daula en 979-980. Después las autoridades sunitas "toleraron" más o menos el peregrinaje.
En 1016, el edificio sufrió un grave incendio. El visir Hasan ibn Fadl ordenó su reconstrucción poco después. Este edificio, que es el que todavía existe, fue ampliado y embellecido muchas veces, especialmente en los gobiernos de Al-Nasir (1223) y Uways ibn Hasan Jalayiri (1365). Los minaretes fueron cubiertos con oro unos pocos años más tarde, bajo Áhmad ibn Uways (1384).
Un nuevo sarcófago fue hecho a petición del shah safávida Ismaíl I en 1514. Fue restaurado y embellecido por Abbás I de Persia (1622), y luego por Nadir Shah (1742). En 1796, Aga Muhammad Khan financió el recubrimiento con pan de oro de la cúpula. En 1801 o 1802, el mausoleo fue dañado por una algara de las tribus beduinas sunitas, encabezado por el líder wahabí Abdelaziz ben Mohámmed ben Saúd. Fath Alí Sah financió la restauración del mausoleo.
El edificio fue nuevamente dañado en 1991 durante un levantamiento de la población chiita contra el régimen del presidente Saddam Hussein. Se necesitaron tres años de trabajos para restaurar el santuario a su estado.
El santuario ha sido blanco de muchos ataques después de la invasión de Irak (2003), en un contexto de tensiones entre las comunidades sunitas y chiitas. El 2 de marzo de 2004, un primer ataque suicida fue perpetrado en plena celebración de la Ashura, causando la muerte de 85 personas. El 15 de diciembre de ese mismo año, una bomba colocada cerca de una puerta del mausoleo, mató a siete personas e hirió gravemente a otras 31. El 5 de enero de 2006, uno nuevo ataque contra fieles chiitas mató a 60 personas cerca del mausoleo. El 14 de abril de 2007, otro nuevo acto terrorista provocó la muerte de 36 personas más. El 17 de marzo de 2008, una mujer se inmoló cerca del santuario, matando a 43 personas. Más ataques fueron perpetrados nuevamente el 11 de septiembre de 2008, el 12 de febrero de 2009 y en febrero de 2010 (1, 3 y 5 de febrero).